# 베네데타 (영화)
《베네데타》(Benedetta)는 2021년 개봉한 프랑스, 네덜란드, 벨기에의 전기 드라마 영화이다. 파울 페르후번이 감독과 공동각본을 맡았다. 2021 칸 영화제 황금종려상 경쟁후보작이다.

## 출연진

### 주연
- 비르지니 에피라 - 베네데타 카를리니 역

### 조연
- 샬럿 램플링 - 펠리시타 역
- 다프네 파타키아 - 바르톨로메아 역
- 랑베르 윌슨 - 눈쵸 역
- 올리비에 라부르댕 - 알퐁소 세끼 역
- 클로틸드 쿠로 - 크리스티나 역